# Храм Святого Целителя Пантелеимона и Святого Николая Чудотворца (Брюссель)

Храм Святого Целителя Пантелеимона и Святого Николая Чудотворца — православный храм в Брюсселе, Бельгия.

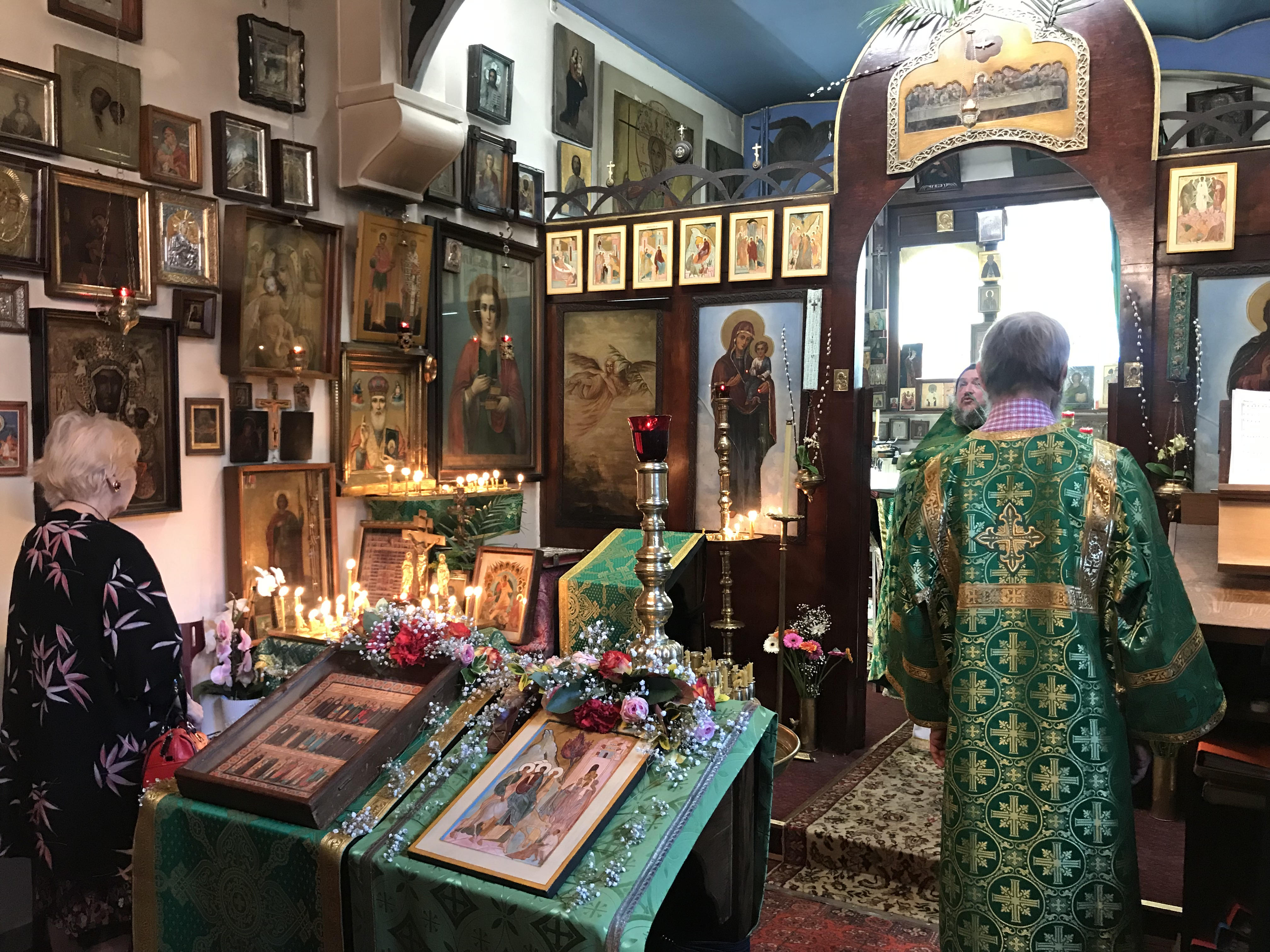
Храм Св. Целителя Пантелеймона и Св. Николая

История храма тесно связана с событиями Великой Октябрьской Социалистической революции (1917) и кровопролитной Гражданской войной между Белой армией и Большевиками (1917 −1922).
Храм был создан благодаря усилиям Анастасии Андреевны Кузьминой-Караваевой, дочери генерала Селиванова. Работник миссии Красного Креста, сама испытавшая личную трагедию, вследствие которой она потеряла мужа и тестя, Анастасия Андреевна дала обет Богу заниматься воспитанием сирот.
После начала поражения Белой Армии в начале 1920 года началась массовая эмиграции из России. Нередко сначала в Крым, потом и в другие страны.
Будучи в Крыму в рядах беженцев, Анастасия Андреевна столкнулась с проблемой беспризорных, потерявшихся в суматохе эвакуации детей, родители которых либо погибли на фронте, либо скончались в дороге. Анастасия Андреевна собрала беспризорников и стала о них заботиться. Это и послужило началом приюта и организации при нём церкви. Среди подобранных детей были не только русские, но и дети беженцев со всех частей России: армяне, айсоры, грузины, калмыки, евреи, греки и русские немцы. Преобладали православные: как великороссы, белорусы, так и малороссы.
Анастасия Андреевна хотела дать детям как духовное воспитание, так и тесную связь с русской национальной культурой. К счастью, священник найденный ею, отец Владимир Федоров, был человеком строгих православных правил, которые он и положил в основу нашей церкви, в которой изначально находились лишь бедная утварь и несколько икон. В результате усилий Анастасии Андреевны более трех сотен детей были либо взяты под её опеку, либо переданы найденным для них приемным родителям.
В конце 1920 года приюту пришлось примкнуть к толпам российских эмигрантов из Крыма в Турцию, Константинополь. Там командование Врангеля выделило помещение при военном госпитале в Бебеке. Так как в 1923 году в Турции начали назревать события, связанные с приходом Кемаль-Паши, встал вопрос о новом переезде. Надо было найти страну, которая приняла бы группу русских беженцев. А. А. Кузьмина-Караваева выбрала Бельгию, и будущее показало, что она была дальновидна.
С согласия бельгийского правительства и с помощью Лиги Наций переезд в Королевство Бельгии состоялся в марте 1923 года. Только в 1929 году, поменяв шесть помещений, приют и церковь были переведены в Брюссель, в дом на Рю де ла Турель. Храм обустроили в помещении, ранее служившим каретной и конюшней. Каким-то образом из Одесского детского приюта сюда попала большая икона Пантелеймона Целителя «Во имя Святого Великомученика и Целителя Пантелеймона» и Икона Святителя Николая Чудотворца Архиепископа Мирликийского. Дети русских эмигрантов постигали науки в бельгийских школах, а в пансионе на 'Турель' учились закону Божьему, русскому языку, истории и литературе.
После 1940 г. приют прекратил свое существование, и храм стал приходским. Этот храм дал двух епископов: Вл. Георгия (Тарасова — военного русского летчика Первой Мировой войны) и Вл. Сергия (Коновалова).